# Małgorzata Orłowska
Małgorzata Orłowska, z d. Fesiuk (ur. 9 sierpnia 1963) – polska lekkoatletka, specjalizująca się w skoku wzwyż, halowa mistrzyni Polski.

## Kariera sportowa
Była zawodniczką AZS Gdańsk i AZS Katowice.
W 1987 zdobyła brązowy medal, a w 1988 została wicemistrzynią Polski seniorek na otwartym stadionie w skoku wzwyż.
Na halowych mistrzostwach Polski seniorek zdobyła dwa medale - złoty w 1989 i brązowy w 1986.
Rekord życiowy w skoku wzwyż: 1,86 (21.09.1986).